# Lokomotivfabrik Kolomna
Die Lokomotivfabrik Kolomna (ОАО «Коло́менский заво́д», Kolomenski sawod; zwischenzeitlich Diesellokomotivwerk „W. W. Kuibyschew“) ist eines der ältesten Maschinenbauunternehmen in Russland. Es liegt in Kolomna in Russland und belieferte hauptsächlich die SŽD mit Dampflokomotiven und Diesellokomotiven, neuzeitlich die RŽD mit Diesellokomotiven und Elektrolokomotiven.
Die Fabrik ist Teil der Transmashholding. Das Unternehmen befindet sich durch seine Struktur nahezu in Staatsbesitz.

## Geschichte

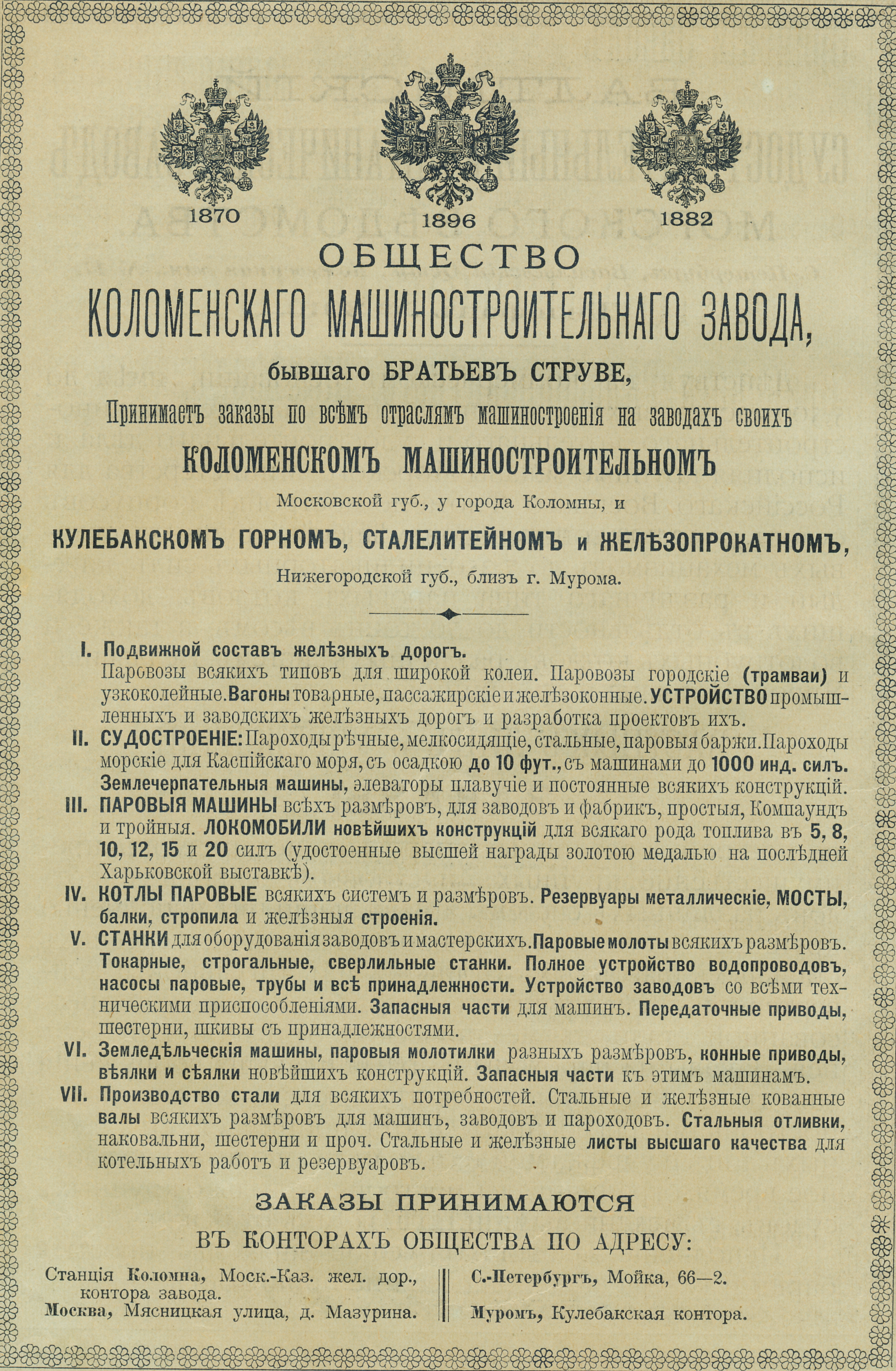
Reklame der Gesellschaft des Lokomotivwerkes Kolomna aus dem Jahr 1899

### Entwicklung während der Dampflokzeit
Die Geschichte des Werkes geht auf das Jahr 1863 zurück, als beim Bau der Eisenbahnlinie von Moskau nach Rjasan bei Kolomna mehrere große Eisenbahnbrücken über die Flüsse Moskwa und Oka gebaut werden mussten. Aus den damals an diesem Ort bestehenden Brückenwerkstätten (gegründet von Gustav und Amand Struwe) entwickelte sich eine Maschinenfabrik, die sich auf die Lieferung von Lokomotiven, Güterwagen, Wasserversorgungsanlagen, Drehscheiben und ähnlichem spezialisierte. Die erste Dampflokomotive wurde 1873 nach ausländischen Zeichnungen hergestellt. Bald darauf folgten eigene Konstruktionen. Bis zum Jahr 1916 wurden mehr als 6000 Dampflokomotiven in 148 Ausführungen hergestellt. Davon wurden viele in Großserien hergestellt.
Im Jahr 1865 begann der Bau von Eisenbahnwagen, der im Jahr 1930 eingestellt wurde. Mehr als 71000 Güterwagen und über 3200 Reisezugwagen verließen in der Zeit die Fabrik. Aber auch andere Produktionszweige entwickelten sich; neben dem Brückenbau (es wurden bis 1915 mehrere Brücken über die Moskwa, Dnepr und Newa gebaut) wurden außerdem von 1878 bis 1931 128 Passagierdampfer und von 1907 bis 1933 85 Schiffe mit Dieselantrieb für die Flussschifffahrt gebaut. Außerdem gehörten Ausrüstungen für die Landwirtschaft, wie Traktoren, Erntemaschinen sowie andere Ausrüstungsteile für andere Betriebszweige zum Produktprofil.
Der Lokomotivbau blieb jedoch die Hauptproduktion des Werkes, besonders die Produktion von Dampflokomotiven. Von 1932 bis 1941 wurden außerdem noch 240 Elektrolokomotiven der Reihe ВЛ22 gebaut. Maßgeblich wurde die Entwicklung sowjetischer Dampflokomotiven durch den damaligen Hauptkonstrukteur Lew Sergejewitsch Lebedjanski beeinflusst. Ihm zu Ehren erhielt nach dem Zweiten Weltkrieg eine Lokomotive den Namen Л. Als Höhepunkt der Dampflokkonstruktion kann die Produktion der SŽD-Baureihe П36 angesehen werden, die bis 1956 in dem Werk in 252 Exemplaren gefertigt wurde. Auch andere Dampflokomotiven wie die SŽD-Baureihe Л und SŽD-Baureihe П38 sind ein eindrucksvoller Höhepunkt von Dampflokomotiven in der Lokomotivfabrik Kolomna.

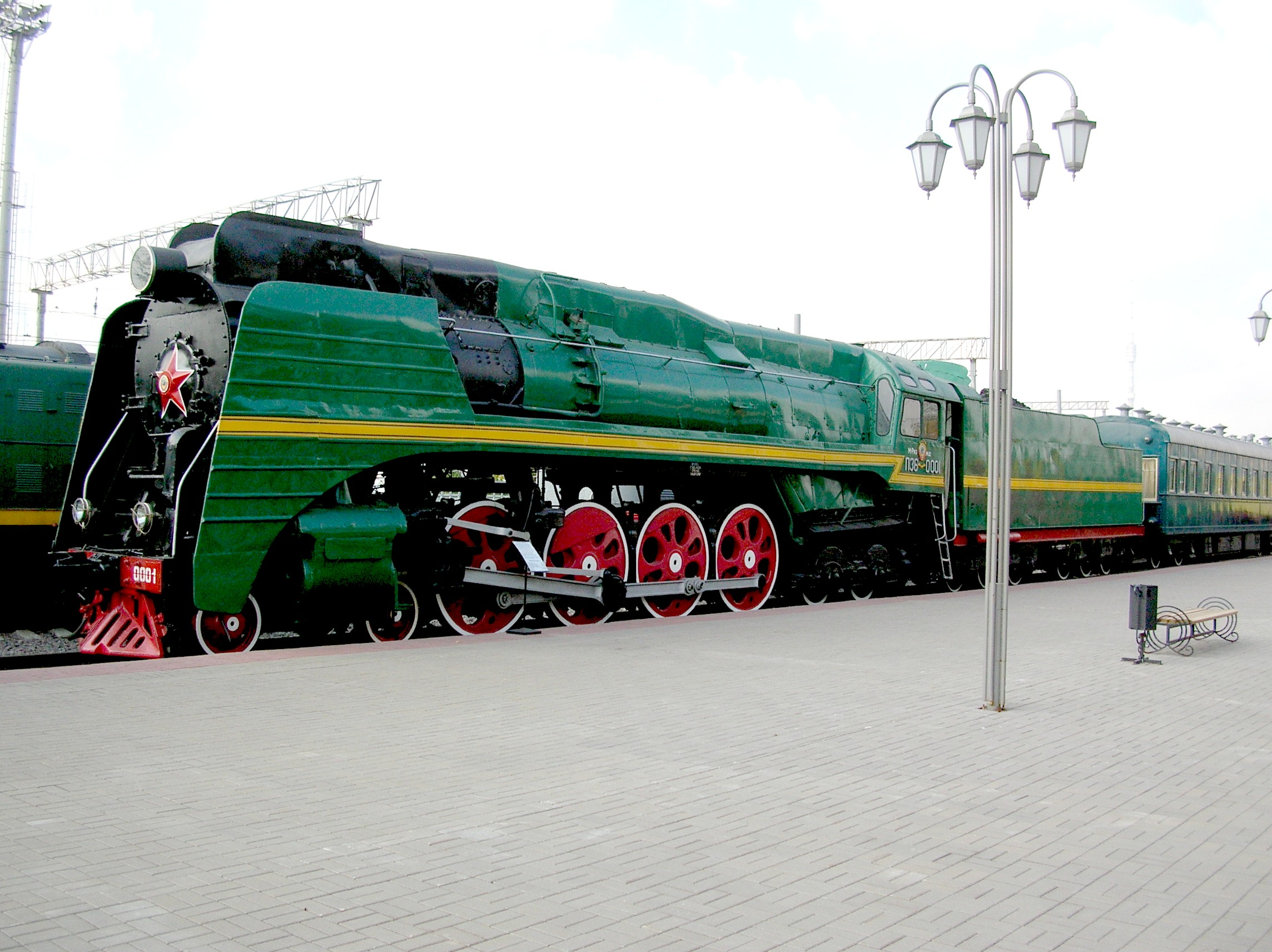
Personenzuglokomotive П36 aus dem Jahr 1950

Als im Februar 1956 auf dem 20. Parteitag der KPdSU beschlossen wurde, keine Dampflokomotiven, sondern stattdessen nur noch Diesellokomotiven und Elektrolokomotiven zu fertigen, wurde die Produktion des Werkes auf die von Diesellokomotiven und Elektrolokomotiven umgestellt. Im selben Jahr verließ mit der Produktionsnummer 10420 die letzte Dampflokomotive den Betrieb, und von da an bestimmten leistungsfähige Diesellokomotiven das Produktionsprofil.

### Produktion von Diesellokomotiven
Viele Jahre schon wurden vor der Aufnahme der Diesellokproduktion Dieselmotoren in der Lokomotivfabrik Kolomna hergestellt. Im Jahr 1903 wurde der erste Motor mit einer Leistung von 18 PS gebaut. Aus diesen bescheidenen Anfängen entwickelte sich eine Serienproduktion von Motoren in einer Leistungsklasse von 3000 PS bis 4000 PS, die auch in Mitteleuropa nicht unbekannt geblieben sind (DR-Baureihe 130). Dieselmotoren mit einer Leistung von 6000 PS befanden sich in der Erprobung, fanden jedoch keine Verbreitung.
Das Werk Kolomna lieferte bereits 1934 die ersten Diesellokomotiven an die SŽD mit der Bezeichnung ВМ20 und Ээл. Im Juni 1956 wurde die Serienproduktion von Diesellokomotiven aufgenommen. Es begann hier die Produktion mit der SŽD-Baureihe ТЭ3 mit einer Leistung von 2 × 2000 PS. Die Fertigung dieser Zweisektionslokomotive lief in Kolomna 1963 aus.
Die erste in Kolomna projektierte und vom Werk selbst gebaute Diesellokomotive war die ТЭ50 (TE50), die ein Vorläufer der bekannten SŽD-Baureihe ТЭП60 war. Es handelte sich bei dieser Konstruktion um eine Einsektionslokomotive mit einem Führerstand und einer Motorleistung von 3000 PS. Im Jahr 1959 begann dann die Projektierung der Diesellokomotive ТЭП60. Das erste Baumuster verließ bereits 1960 die Lokomotivfabrik. Gegenüber der Vorgängervariante besitzt diese Lokomotive zwei Führerstände. Diese Maschine wurde zu einer der erfolgreichsten Diesellokkonstruktionen der Lokomotivfabrik Kolomna. Bis 1985 wurden 1240 Lokomotiven hergestellt. Sie besitzen eine Konstruktionsgeschwindigkeit von 160 km/h. Auch eine Zweisektionslokomotive wurde aus dieser Reihe in 116 Exemplaren entwickelt. Sie ist zur Beförderung schwerster Expresszüge auch bei schwierigem Streckenprofil geeignet.

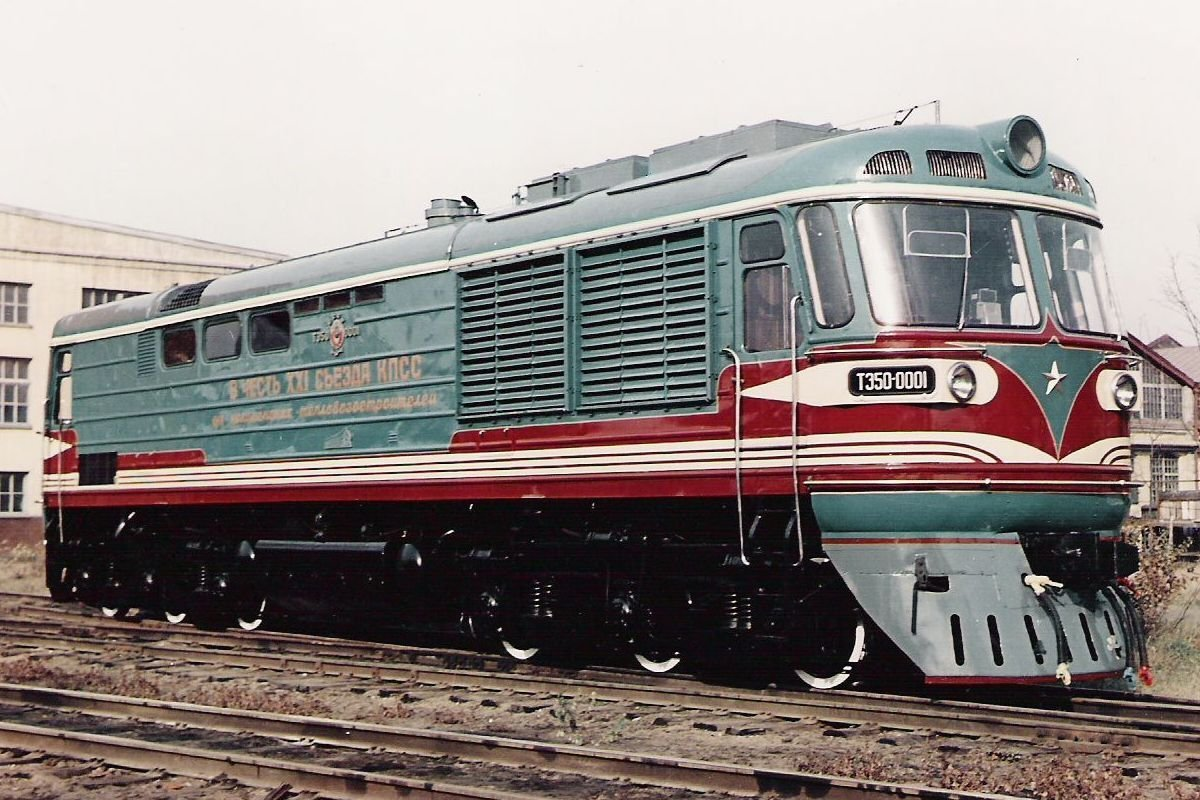
Diesellokomotive ТЭ50 aus dem Jahr 1958

In der Zeit der Massenproduktion von Güterzuglokomotiven war die Lokomotivfabrik Kolomna ein wichtiger Zulieferungsbetrieb für die Fertigung von Dieselmotoren für die Lokomotivfabrik Luhansk. So stammten die Motoren der 2ТЭ116 und der DR-Baureihenfamilie 130 aus Kolomna. Von 1970 bis 1982 bezog die Deutsche Reichsbahn 867 dieselelektrische Lokomotiven der Baureihen 130 / 131 / 132 mit 3000 PS-Kolomna-Motor 5 D 49 und sechs Maschinen der Baureihe 142 mit der 4000 PS-Variante 2-5 D 49 (beide Motortypen sind 16-Zylinder). 2001 gab die DB die Modernisierung von 64, im Zuge der Vereinigung der beiden deutschen Bahnen nun als Baureihe 232 bezeichneten Lokomotiven in Auftrag, wozu noch einmal Kolomna-Motoren (diesmal der aus dem 5 D 49 weiterentwickelte Zwölfzylinder 12 D 49 mit 3000 PS) geordert wurden.
Die weitere Erhöhung der Transportleistungen und der Reisezuggeschwindigkeit der Züge in der UdSSR erforderte noch leistungsfähigere Diesellokomotiven. Dabei wurde aus ökonomischen Gründen einer Einsektionslokomotive der Vorzug gegeben. Die Projektierung der neuen Diesellokomotive mit der Bezeichnung SŽD-Baureihe ТЭП70 begann in dem Jahr 1972. Die Leistung des in Kolomna hergestellten Dieselmotors 2A-5D49 (Viertaktverfahren, 16 Zylinder in V-Anordnung und als Quadrathuber) betrug 4000 PS, die Konstruktionsgeschwindigkeit war auf 160 km/h ausgelegt. Durch die Verwendung von niedriglegiertem Stahl für den Lokomotivrahmen sowie von Aluminium für die Dachabdeckung gelang es, trotz des erhöhten Motorgewichtes gegenüber der SŽD-Baureihe ТЭП60 dieselbe Achslast zu erzielen. Bei der Kraftübertragung wurde die moderne Form der Mischstromübertragung gewählt; ein Wechselstromgenerator liefert den Strom, der über Gleichrichter zu den Gleichstromfahrmotoren gelangt. Die Lokomotive der SŽD-Baureihe ТЭП70 wurde bis 2007 in 808 Exemplaren hergestellt.

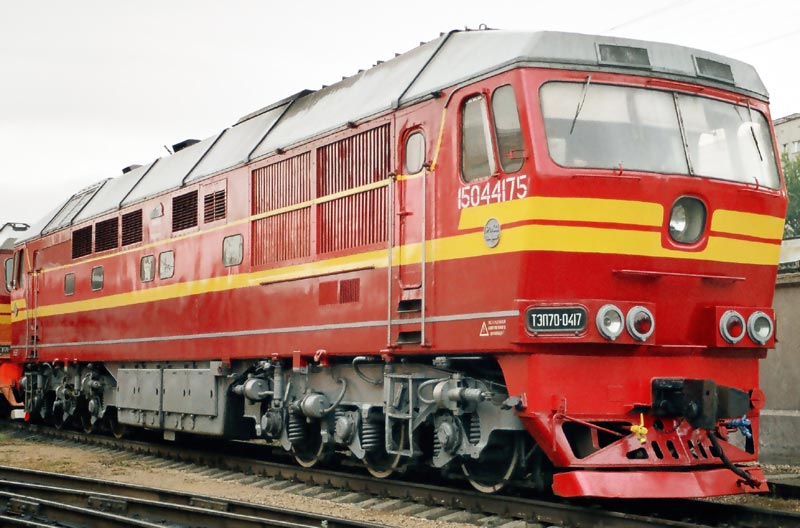
Diesellokomotive ТЭП70/TEP70 aus dem Jahr 1972

## Produktion heute
Die Hauptaktivitäten der gegenwärtigen Fertigung der Lokomotivfabrik Kolomna bestehen in der Dienstleistung für die Erneuerung von Dieselmotoren für vorhandene Diesellokomotiven, Schiffe, große Lastkraftwagen und Elektrostationen. So laufen Programme für die Erneuerung von Dieselmotoren für die Lokomotiven ТЭМ2, ЧМЭ3 und andere. Wichtiger Bestandteil der Arbeiten ist dabei die Einsparung von Gewicht bei Beibehaltung der Leistung. So konnte die Masse des Dieselmotors der ТЭМ2 von 21,8 t auf 16 t und der ЧМЭ3 von 18,05 t auf 16,7 t verringert werden.
Außerdem hat sich das Werk den Produktionszweig der Fertigung von Elektrostationen und Elektroaggregaten erschlossen. Die Fertigung von Dieselmotoren nimmt auch heute noch einen großen Teil der Fertigung ein. Dabei erreichen Motoren für Elektrostationen aus der Lokomotivfabrik Kolomna Leistungen bis 12.000 PS. An Lokomotiven beschränkt sich die Fertigung bei den Diesellokomotiven auf die Anfertigung von verschiedenen Modifikationen der Reihe ТЭП70 wie der 2ТЭ70, ТЭП70У, ТЭП70БС und bei den Elektrolokomotiven auf die ЭП2К, deren Fertigung 2006 anlief.